# Éditions Lignes
Les Éditions Lignes sont une maison d'édition française spécialisée dans la publication d'essais politiques, philosophiques et de textes de littérature. Elles ont été fondées par Michel Surya. Elles publient la revue Lignes et, jusqu'en 2015, la revue Vertigo.
Elles furent un temps liées aux éditions Léo Scheer (Lignes & Manifeste).
Depuis mars 2007, les Éditions Lignes sont constituées en société indépendante, publient sous le nom d'éditions Lignes et sont animées par Michel Surya et Sébastien Raimondi.
Le nom de la société exploitante est : Le Collectif et Associés.

## Quelques philosophes et écrivains publiés
- Jean-Loup Amselle
- Alain Badiou
- Georges Bataille
- Mehdi Belhaj Kacem
- Daniel Bensaïd
- Juan Branco
- Alain Brossat
- Susan Buck-Morss
- Gilles Châtelet
- Jean-Paul Curnier
- Michel Foucault
- Félix Guattari
- Michael Hardt
- Olivier Jacquemond
- Anselm Jappe
- Robert Kurz
- Philippe Lacoue-Labarthe
- Toni Negri
- Bernard Noël
- Ivan Segré
- Michel Surya
- Slavoj Žižek